# Макеш
Макеш или Малеш (на гръцки: Άμπελοι, Амбели, до 1927 година Μακιαίς, Макеис, между 1927 и 1934 година Βαμβακιά, Вамвакия) е село в Република Гърция, в дем Висалтия, област Централна Македония с 945 жители (2001).

## География
Селото е разположено в Сярското поле, югозападно от град Сяр (Серес).

## История

### В Османската империя
През XIX век и началото на XX век Макеш е изцяло българско село, числящо се към Сярската каза на Османската империя. Църквата „Сретение Господне“ е от 1800 година. Според „Етнография на вилаетите Адрианопол, Монастир и Салоника“, издадена в Константинопол в 1878 година и отразяваща статистиката на населението от 1873, Макеш (Makèche) има 48 домакинства с 20 жители мюсюлмани и 130 жители българи.
В 1889 година Стефан Веркович (Топографическо-этнографическій очеркъ Македоніи) пише за Макеш:
| „ | Макешен или Микешен е смесено село; една църква, една джамия; на половин час от Нигрита; християните са българи, а мохамеданите - турци коняри. | “ |

В 1891 година Георги Стрезов пише за селото:
| „ | Макеш, при полите на Круша, на З от Димитрич 3/4 часа. Прочуто по най-добро качество сусам; 30 къщи, българе; има и турски. | “ |

Според Васил Кънчов („Македония. Етнография и статистика“) в началото на XX век Малеш има 240 жители, всички българи християни.
По данни на секретаря на Българската екзархия Димитър Мишев („La Macédoine et sa Population Chrétienne“) в 1905 година в Макеш (Makeche) живеят 656 българи патриаршисти гъркомани и 42 цигани и в селото работи гръцко училище с един учител и 47 ученици.
При избухването на Балканската война в 1912 година 2 души от Макеш са доброволци в Македоно-одринското опълчение.

### В Гърция
Селото е освободено по време на войната от части на българската армия, но след Междусъюзническата война в 1913 година остава в Гърция. Името на селото е сменяно два пъти - в 1927 година на Вамвакия и в 1934 година на Амбели. През 20-те години в селото са заселени гърци бежанци. В 1928 година Макеш е представено като смесено местно-бежанско село с 85 бежански семейства и 389 жители общо.
Църквата „Успение Богородично“ е построена в 1929 година.
| Име                                   | Име             | Ново име   | Ново име   | Описание                                      |
| ------------------------------------- | --------------- | ---------- | ---------- | --------------------------------------------- |
| Ел Тепе                               | Έλ Τεπέ         | Ксени      | Ξένοι      |                                               |
| Китклик                               | Κιτικλίκι       | Куцура     | Κούτσουρα  |                                               |
| Кара Юрлук                            | Καρά Γιουρλούκι | Мавра Вата | Μαύρα Βάτα |                                               |
| Новино                                | Νόβινο          | Кенурия    | Καινούργια |                                               |
| Куразавли или Куразанли или Куранзали | Κουρανζαλή      | Халасмата  | Χαλάσματα  | бивше село на ЮЗ от Макеш и на СЗ от Махмуджи |

## Личности
Родени в Макеш
- Петър Тодоров (1888 – ?), македоно-одрински опълченец, четата на Христо Чернопеев[14]
- Тодор Петров (1886 – ?), македоно-одрински опълченец, 3 рота на 4 битолска дружина, носител на орден „За храброст“ IV степен[15]